# قره‌آغاچ (ایسجه‌حصار)
قره‌آغاچ (به ترکی استانبولی: Karaağaç) یک منطقهٔ مسکونی در ترکیه است که در ایسجه‌حصار واقع شده‌است.